# 令和2年台風第19号
令和2年台風第19号（れいわ2ねんたいふうだい19ごう、アジア名：コーニー / Goni、フィリピン名：ロリー / Rolly）は、2020年10月に発生した台風。

## 概要

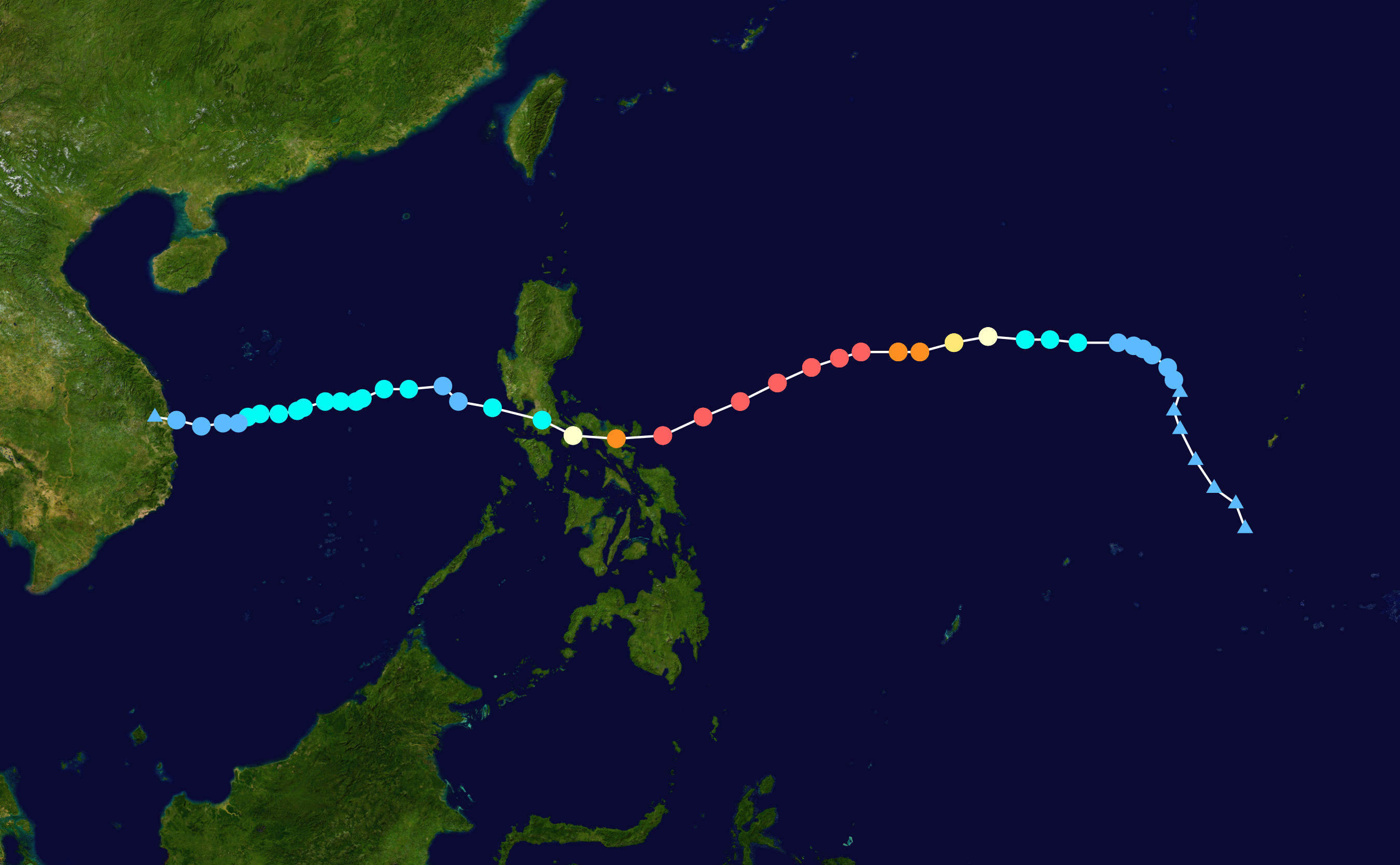
進路図

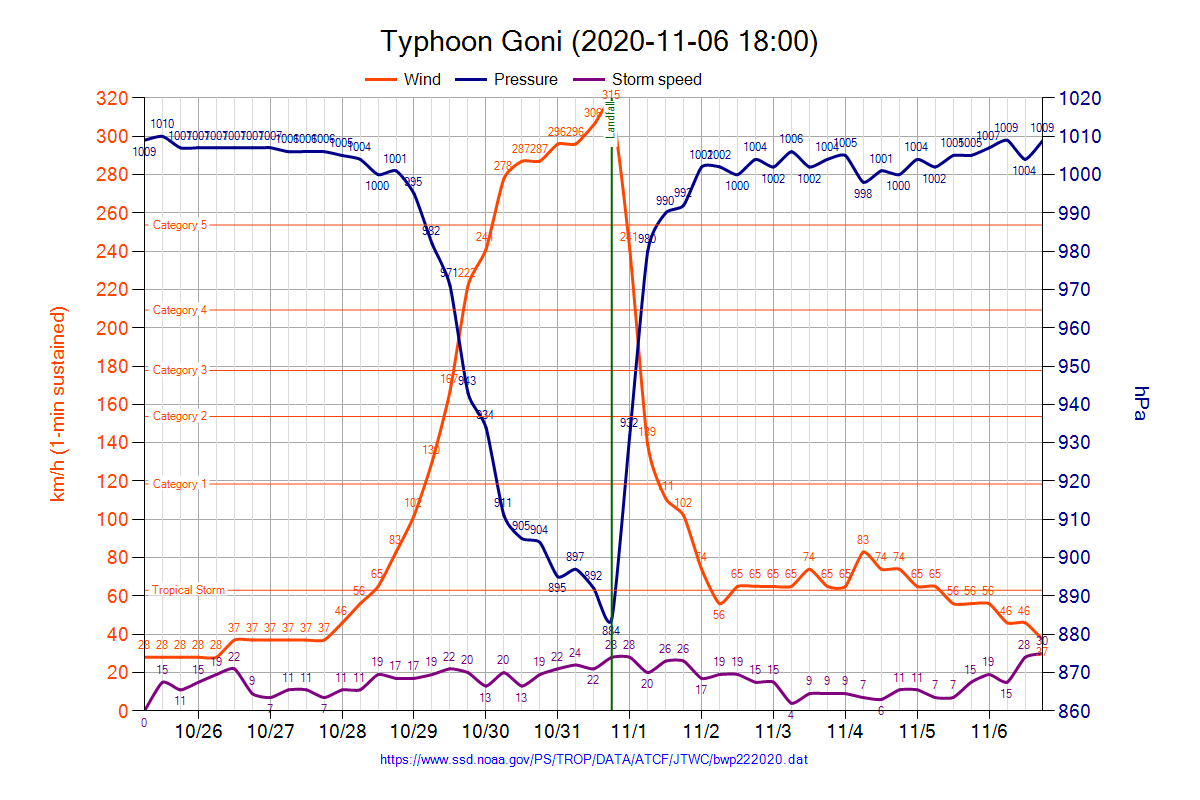

10月27日3時にマリアナ諸島で熱帯低気圧が発生。合同台風警報センター（JTWC）は10月28日12時に熱帯低気圧番号22Wを割り当てた。22Wは10月29日3時に北緯16度40分・東経138度15分のフィリピンの東で台風となり、アジア名コーニー（Goni）と命名された。また、フィリピン大気地球物理天文局（PAGASA）は同日17時にフィリピン名「ロリー（Rolly）」と命名した。台風は10月30日0時に「強い」勢力、同日9時に「非常に強い」勢力に発達。同日16時にJTWCの解析でカテゴリー5となった。同日18時に「猛烈な」勢力となり、中心気圧は29日21時から30日21時までの24時間で75ヘクトパスカル低下した。11月1日3時、更に中心気圧が下がって905ヘクトパスカルに達し、同日5時50分（フィリピン標準時4時50分）にカテゴリー5・「猛烈な」勢力を保ったままフィリピンのカタンドゥアネス島のバタ付近に上陸した。「猛烈な」勢力でフィリピンに上陸した台風は2018年の台風22号以来である。フィリピンに上陸後は急速に勢力を落として南シナ海に抜け、11月6日3時に北緯14度00分・東経111度00分で熱帯低気圧に変わった。
この台風はJTWCの解析で、上陸時の最大風速（1分間平均）は87m/sと、2013年の台風30号や、2016年の台風14号を上回り、「世界最強の上陸台風」となった。
| 順位 | 台風               | 国際名  | 年     | 最大風速 (kt) |
| ---- | ------------------ | ------- | ------ | ------------- |
| 1    | 昭和54年台風第20号 | Tip     | 1979年 | 140           |
| 2    | 平成25年台風第30号 | Haiyan  | 2013年 | 125           |
| 2    | 平成22年台風第13号 | Megi    | 2010年 | 125           |
| 2    | 昭和57年台風第10号 | Bess    | 1982年 | 125           |
| 5    | 令和3年台風第2号   | Surigae | 2021年 | 120           |
| 5    | 令和2年台風第19号  | Goni    | 2020年 | 120           |
| 5    | 平成28年台風第14号 | Meranti | 2016年 | 120           |
| 5    | 平成3年台風第28号  | Yuri    | 1991年 | 120           |
| 5    | 平成2年台風第19号  | Flo     | 1990年 | 120           |
| 5    | 昭和61年台風第3号  | Lola    | 1986年 | 120           |
| 5    | 昭和60年台風第22号 | Dot     | 1985年 | 120           |
| 5    | 昭和59年台風第22号 | Vanessa | 1984年 | 120           |
| 5    | 昭和58年台風第5号  | Abby    | 1983年 | 120           |
| 5    | 昭和57年台風第21号 | Mac     | 1982年 | 120           |
| 5    | 昭和56年台風第22号 | Elsie   | 1981年 | 120           |
| 5    | 昭和55年台風第19号 | Wynne   | 1980年 | 120           |
| 5    | 昭和53年台風第26号 | Rita    | 1978年 | 120           |

| 順位 | 台風                             | 国際名  | 年     | 最大風速 (kt) |
| ---- | -------------------------------- | ------- | ------ | ------------- |
| 1    | 第2室戸台風 (昭和36年台風第18号) | Nancy   | 1961年 | 185           |
| 2    | 昭和36年台風第24号               | Violet  | 1961年 | 180           |
| 2    | 昭和30年台風第28号               | Ruth    | 1955年 | 180           |
| 4    | 狩野川台風 (昭和33年台風第22号)  | Ida     | 1958年 | 175           |
| 5    | 令和3年台風第2号                 | Surigae | 2021年 | 170           |
| 5    | 令和2年台風第19号                | Goni    | 2020年 | 170           |
| 5    | 平成28年台風第14号               | Meranti | 2016年 | 170           |
| 5    | 平成25年台風第30号               | Haiyan  | 2013年 | 170           |
| 5    | 昭和41年台風第4号                | Kit     | 1966年 | 170           |
| 5    | 昭和39年台風第34号               | Opal    | 1964年 | 170           |
| 5    | 昭和39年台風第18号               | Sally   | 1964年 | 170           |
| 5    | 昭和34年台風第9号                | Joan    | 1959年 | 170           |

## 影響・被害
台風の接近に伴い、フィリピンでは約30万人超が避難を余儀なくされた。フィリピン大気地球物理天文局（PAGASA）はカタンドゥアネス州、南カマリネス州、スールー州、アルバイ州にシグナル5の警報を出した。ルソン島南部では暴風雨、洪水、土砂崩れの被害が発生した。

## 備考
アジア名「コーニー」は、この台風限りで使用中止となった。台風19号では、前年に日本に大水害をもたらした「ハギビス」に続く引退となった。